# شامل عبد الرحمن عزيزوف
الأكاديمي «شامل عبد الرحمن عزيزوف» (1906 م- 1976 م)
عالم جيولوجي متخصص في الفلزات والصخور. أحد مؤسسي أكاديمية العلوم الوطنية الأذربيجانية (1945 م)، ونائب رئيس الأكاديمية (1945 م). عُين رئيسًا لقسم العلوم الجيولوجية
والكيميائية والنفط بأكاديمية العلوم الوطنية الأذربيجانية في الفترة بين (1945 م – 1947 م). عضو الهيئة الرئاسية، وسكرتير أكاديمي لقسم العلوم الأرضية في الفترة بين (1959 م - 1976 م). ورئيس قسم العلوم الجيولوجية والكيميائية والنفط بأكاديمية العلوم الوطنية الأذربيجانية في الفترة بين (1945 م – 1947 م). أحد مؤسسي مدرسة الجيولوجيا الإقليمية والصخور
في أذربيجان. حاصل على جائزة الدولة للاتحاد السوفيتي عام (1960 م).